# Cryptamorpha rugicollis
Cryptamorpha rugicollis is een keversoort uit de familie spitshalskevers (Silvanidae). De wetenschappelijke naam van de soort werd in 1910 gepubliceerd door Thomas Broun.